# Championnat de France féminin de handball 2010-2011
Navigation
Division 1F 2009-2010 Division 1F 2011-2012
Le championnat de France féminin de handball 2010-2011 est la cinquante-neuvième édition de cette compétition.
Le championnat de Division 1 de handball est le plus haut niveau du championnat de France de ce sport. Onze clubs participent à cette édition de la compétition.
Le Metz Handball remporte son 17e titre dans la compétition et devance le Arvor 29 Pays de Brest et le Toulon Saint-Cyr Var Handball, tenant du titre. En bas du classement, le promu du Cergy-Pontoise HB redescend à l'étage inférieur. Quant à l'ES Besançon,  d'abord relégué sportivement en D2F, est finalement repêché à la suite du refus de la CNCG d'autoriser l'accession du Noisy-le-Grand handball, champion de Division 2.
La victoire de Mios-Biganos bassin d'Arcachon lors de la Coupe d'Europe Challenge octroit à la France une 6e place qualificative en coupes d'Europe. En proie à des problèmes financiers, le Arvor 29 Pays de Brest est en revanche interdit de coupe d'Europe par la CNCG,,

## Clubs du championnat
Légende des couleurs
- Champion de France et qualifié pour la Ligue des champions 2010-2011
- Qualifié pour la Coupe d'Europe des vainqueurs de coupe 2010-2011
- Qualifié pour la Coupe de l'EHF 2010-2011
- Qualifié pour la Coupe Challenge 2010-2011
- Promu de deuxième division

| Club                   | 2009-2010 | Entraîneur          | Entraîneur | Salles                                                 | Capacité  |
| ---------------------- | --------- | ------------------- | ---------- | ------------------------------------------------------ | --------- |
| Toulon Saint-Cyr VHB   | 1er       | Thierry Vincent     |            | Gymnase de Vert Coteau Palais des sports Jauréguiberry | 600 4350  |
| Le Havre AC Handball   | 2e        | Frédéric Bougeant   |            | Docks Océane                                           | 3600      |
| Metz Handball          | 3e        | Sébastien Gardillou |            | Palais omnisports Les Arènes                           | 5000      |
| Mios-Biganos BA        | 4e        | Emmanuel Mayonnade  |            | La Verrerie                                            | 400       |
| HBC Nîmes              | 5e        | Manuela Ilie        | /          | Le Parnasse                                            | 3391      |
| Cercle Dijon Bourgogne | 6e        | Elena Groposila     | /          | Palais des sports Jean-Michel-Geoffroy                 | 3700      |
| Arvor 29-Pays de Brest | 7e        | Laurent Bezeau      |            | Espace Kerjézéquel                                     | 1000      |
| CJF Fleury Loiret      | 9e        | Christophe Maréchal |            | Salle Albert Auger Palais des sports                   | 800 2500  |
| Issy Paris Hand        | 1er       | Arnaud Gandais      |            | Salle Robert Charpentier Stade Pierre-de-Coubertin     | 1700 4000 |
| Cergy-Pontoise HB      | 2e        | Roch Bedos          |            | Complexe sportif des Maradas                           | 1200      |
| ES Besançon            | 3e        | Érick Mathé         |            | Palais des sports de Besançon                          | 2900      |

Remarque :
- maintenu sportivement grâce à sa 8e place en championnat, le Toulouse Féminin Handball est rétrogradé pour raisons économiques[4],[1]

## La saison
Au terme des 20 rencontres aller-retour, la première équipe se verra honorée du titre de champion de France de handball féminin 2010-2011. 
Au terme de ce championnat, le dernier club sera relégué en Division 2.

### Classement
| \| \| Équipe \| Pts \| J \| G \| N \| P \| Bp \| Bc \| Diff \| \| -- \| ------------------------------------ \| --- \| -- \| -- \| - \| -- \| --- \| --- \| ---- \| \| 1 \| Metz Handball (L) \| 55 \| 20 \| 17 \| 1 \| 2 \| 576 \| 476 \| 100 \| \| 2 \| Arvor 29 Pays de Brest \| 53 \| 20 \| 15 \| 3 \| 2 \| 608 \| 526 \| 82 \| \| 3 \| Toulon Saint-Cyr Var Handball (T, C) \| 48 \| 20 \| 13 \| 2 \| 5 \| 615 \| 537 \| 78 \| \| 4 \| HBC Nîmes \| 48 \| 20 \| 14 \| 0 \| 6 \| 583 \| 543 \| 40 \| \| 5 \| Mios-Biganos \| 41 \| 20 \| 9 \| 3 \| 8 \| 601 \| 590 \| 11 \| \| 6 \| Le Havre AC \| 40 \| 20 \| 8 \| 4 \| 8 \| 541 \| 529 \| 12 \| \| 7 \| CJF Fleury Loiret Handball \| 36 \| 20 \| 8 \| 0 \| 12 \| 558 \| 571 \| -13 \| \| 8 \| Issy Paris Hand (P) \| 34 \| 20 \| 6 \| 2 \| 12 \| 512 \| 542 \| -30 \| \| 9 \| Cercle Dijon Bourgogne \| 31 \| 20 \| 4 \| 3 \| 13 \| 488 \| 565 \| -77 \| \| 10 \| ES Besançon (P) \| 28 \| 20 \| 4 \| 0 \| 16 \| 481 \| 581 \| -100 \| \| 11 \| Cergy-Pontoise HB (P) \| 26 \| 20 \| 3 \| 0 \| 17 \| 531 \| 634 \| -103 \| | Légende - Qualifié pour la Ligue des champions - Interdit de coupe d'Europe par la CNCG, - Qualifié pour la Coupe des coupes - Qualifié pour la Coupe de l'EHF - Qualifié pour la Coupe Challenge - Repêché - Relégation en Division 2 - (T) : Tenant du titre - (F) : Vainqueur de la Coupe de France - (L) : Vainqueur de la Coupe de la Ligue - (P) : Promu de Division 2 en début de saison. |     |    |    |   |    |     |     |      |
| | Équipe | Pts | J  | G  | N | P  | Bp  | Bc  | Diff |
| 1 | Metz Handball (L) | 55  | 20 | 17 | 1 | 2  | 576 | 476 | 100  |
| 2 | Arvor 29 Pays de Brest | 53  | 20 | 15 | 3 | 2  | 608 | 526 | 82   |
| 3 | Toulon Saint-Cyr Var Handball (T, C) | 48  | 20 | 13 | 2 | 5  | 615 | 537 | 78   |
| 4 | HBC Nîmes | 48  | 20 | 14 | 0 | 6  | 583 | 543 | 40   |
| 5 | Mios-Biganos | 41  | 20 | 9  | 3 | 8  | 601 | 590 | 11   |
| 6 | Le Havre AC | 40  | 20 | 8  | 4 | 8  | 541 | 529 | 12   |
| 7 | CJF Fleury Loiret Handball | 36  | 20 | 8  | 0 | 12 | 558 | 571 | -13  |
| 8 | Issy Paris Hand (P) | 34  | 20 | 6  | 2 | 12 | 512 | 542 | -30  |
| 9 | Cercle Dijon Bourgogne | 31  | 20 | 4  | 3 | 13 | 488 | 565 | -77  |
| 10 | ES Besançon (P) | 28  | 20 | 4  | 0 | 16 | 481 | 581 | -100 |
| 11 | Cergy-Pontoise HB (P) | 26  | 20 | 3  | 0 | 17 | 531 | 634 | -103 |

### Résultats journée par journée
Les résultats journée par journée sont :
| J        | Date                          | Équipe | Score                  | Équipe 2 |
| -------- | ----------------------------- | ------ | ---------------------- | -------- |
| 1re      |                               |        |                        |          |
| 5/9/2010 | Metz Handball                 | 23-21  | HBC Nîmes              |          |
| 3/9/2010 | CJF Fleury Loiret             | 26-19  | ES Besançon            |          |
| 4/9/2010 | Toulon Saint-Cyr Var Handball | 26-36  | Arvor 29 Pays de Brest |          |
| 4/9/2010 | Cercle Dijon Bourgogne        | 25-24  | Cergy-Pontoise HB      |          |
| 4/9/2010 | Mios-Biganos                  | 27-31  | Issy Paris Hand        |          |

| J         | Date                   | Équipe | Score                         | Équipe 2 |
| --------- | ---------------------- | ------ | ----------------------------- | -------- |
| 2e        |                        |        |                               |          |
| 11/9/2010 | Issy Paris Hand        | 21-21  | Cercle Dijon Bourgogne        |          |
| 12/9/2010 | Le Havre AC            | 21-23  | Toulon Saint-Cyr Var Handball |          |
| 10/9/2010 | Arvor 29 Pays de Brest | 36-32  | CJF Fleury Loiret             |          |
| 11/9/2010 | ES Besançon            | 18-34  | Metz Handball                 |          |
| 12/9/2010 | HBC Nîmes              | 30-26  | Mios-Biganos                  |          |

| J         | Date                          | Équipe | Score                  | Équipe 2 |
| --------- | ----------------------------- | ------ | ---------------------- | -------- |
| 3e        |                               |        |                        |          |
| 18/9/2010 | Issy Paris Hand               | 21-28  | HBC Nîmes              |          |
| 18/9/2010 | Metz Handball                 | 36-29  | Arvor 29 Pays de Brest |          |
| 19/9/2010 | CJF Fleury Loiret             | 26-31  | Le Havre AC            |          |
| 18/9/2010 | Toulon Saint-Cyr Var Handball | 32-23  | Cergy-Pontoise HB      |          |
| 18/9/2010 | Mios-Biganos                  | 27-29  | ES Besançon            |          |

| J         | Date                   | Équipe | Score                         | Équipe 2 |
| --------- | ---------------------- | ------ | ----------------------------- | -------- |
| 4e        |                        |        |                               |          |
| 2/10/2010 | Cergy-Pontoise HB      | 28-33  | CJF Fleury Loiret             |          |
| 3/10/2010 | Le Havre AC            | 30-27  | Metz Handball                 |          |
| 2/10/2010 | Arvor 29 Pays de Brest | 29-24  | Mios-Biganos                  |          |
| 2/10/2010 | ES Besançon            | 26-30  | HBC Nîmes                     |          |
| 2/10/2010 | Cercle Dijon Bourgogne | 20-28  | Toulon Saint-Cyr Var Handball |          |

| J          | Date              | Équipe | Score                  | Équipe 2 |
| ---------- | ----------------- | ------ | ---------------------- | -------- |
| 5e         |                   |        |                        |          |
| 10/10/2010 | Issy Paris Hand   | 29-23  | ES Besançon            |          |
| 9/10/2010  | Metz Handball     | 29-18  | Cergy-Pontoise HB      |          |
| 10/10/2010 | CJF Fleury Loiret | 31-23  | Cercle Dijon Bourgogne |          |
| 9/10/2010  | HBC Nîmes         | 36-27  | Arvor 29 Pays de Brest |          |
| 10/10/2010 | Mios-Biganos      | 26-26  | Le Havre AC            |          |

| J          | Date                          | Équipe | Score           | Équipe 2 |
| ---------- | ----------------------------- | ------ | --------------- | -------- |
| 6e         |                               |        |                 |          |
| 16/10/2010 | Cergy-Pontoise HB             | 28-31  | Mios-Biganos    |          |
| 13/10/2010 | Le Havre AC                   | 29-31  | HBC Nîmes       |          |
| 15/10/2010 | Arvor 29 Pays de Brest        | 26-22  | ES Besançon     |          |
| 13/10/2010 | Toulon Saint-Cyr Var Handball | 34-34  | Issy Paris Hand |          |
| 16/10/2010 | Cercle Dijon Bourgogne        | 23-28  | Metz Handball   |          |

| J          | Date              | Équipe | Score                         | Équipe 2 |
| ---------- | ----------------- | ------ | ----------------------------- | -------- |
| 7e         |                   |        |                               |          |
| 24/10/2010 | Issy Paris Hand   | 24-32  | Arvor 29 Pays de Brest        |          |
| 6/10/2010  | CJF Fleury Loiret | 23-35  | Toulon Saint-Cyr Var Handball |          |
| 29/10/2010 | ES Besançon       | 29-25  | Le Havre AC                   |          |
| 23/10/2010 | HBC Nîmes         | 38-30  | Cergy-Pontoise HB             |          |
| 23/10/2010 | Mios-Biganos      | 38-28  | Cercle Dijon Bourgogne        |          |

| J         | Date                          | Équipe | Score                  | Équipe 2 |
| --------- | ----------------------------- | ------ | ---------------------- | -------- |
| 8e        |                               |        |                        |          |
| 6/11/2010 | Cergy-Pontoise HB             | 29-26  | ES Besançon            |          |
| 7/11/2010 | Le Havre AC                   | 23-23  | Arvor 29 Pays de Brest |          |
| 5/11/2010 | CJF Fleury Loiret             | 27-26  | Issy Paris Hand        |          |
| 3/11/2010 | Toulon Saint-Cyr Var Handball | 25-26  | Metz Handball          |          |
| 7/11/2010 | Cercle Dijon Bourgogne        | 25-30  | HBC Nîmes              |          |

| J          | Date                   | Équipe | Score                         | Équipe 2 |
| ---------- | ---------------------- | ------ | ----------------------------- | -------- |
| 9e         |                        |        |                               |          |
| 10/11/2010 | Issy Paris Hand        | 23-26  | Le Havre AC                   |          |
| 10/11/2010 | Metz Handball          | 24-22  | CJF Fleury Loiret             |          |
| 20/11/2010 | Arvor 29 Pays de Brest | 37-24  | Cergy-Pontoise HB             |          |
| 21/11/2010 | ES Besançon            | 19-24  | Cercle Dijon Bourgogne        |          |
| 10/11/2010 | Mios-Biganos           | 38-37  | Toulon Saint-Cyr Var Handball |          |

| J        | Date                          | Équipe | Score                  | Équipe 2 |
| -------- | ----------------------------- | ------ | ---------------------- | -------- |
| 10e      |                               |        |                        |          |
| 5/1/2011 | Cergy-Pontoise HB             | 26-27  | Le Havre AC            |          |
| 5/1/2011 | Metz Handball                 | 34-24  | Issy Paris Hand        |          |
| 5/1/2011 | CJF Fleury Loiret             | 24-25  | Mios-Biganos           |          |
| 7/1/2011 | Toulon Saint-Cyr Var Handball | 33-21  | HBC Nîmes              |          |
| 5/1/2011 | Cercle Dijon Bourgogne        | 23-25  | Arvor 29 Pays de Brest |          |

| J         | Date            | Équipe | Score                         | Équipe 2 |
| --------- | --------------- | ------ | ----------------------------- | -------- |
| 11e       |                 |        |                               |          |
| 15/1/2011 | Issy Paris Hand | 30-23  | Cergy-Pontoise HB             |          |
| 16/1/2011 | Le Havre AC     | 30-26  | Cercle Dijon Bourgogne        |          |
| 14/1/2011 | ES Besançon     | 28-37  | Toulon Saint-Cyr Var Handball |          |
| 12/1/2011 | HBC Nîmes       | 33-28  | CJF Fleury Loiret             |          |
| 16/1/2011 | Mios-Biganos    | 31-31  | Metz Handball                 |          |

| J         | Date                   | Équipe | Score                         | Équipe 2 |
| --------- | ---------------------- | ------ | ----------------------------- | -------- |
| 12e       |                        |        |                               |          |
| 22/1/2011 | Issy Paris Hand        | 24-34  | Mios-Biganos                  |          |
| 22/1/2011 | Cergy-Pontoise HB      | 22-29  | Cercle Dijon Bourgogne        |          |
| 22/1/2011 | Arvor 29 Pays de Brest | 25-25  | Toulon Saint-Cyr Var Handball |          |
| 11/3/2011 | ES Besançon            | 27-33  | CJF Fleury Loiret             |          |
| 25/1/2011 | HBC Nîmes              | 23-26  | Metz Handball                 |          |

| J         | Date                          | Équipe | Score                  | Équipe 2 |
| --------- | ----------------------------- | ------ | ---------------------- | -------- |
| 13e       |                               |        |                        |          |
| 29/1/2011 | Metz Handball                 | 35-25  | ES Besançon            |          |
| 28/1/2011 | CJF Fleury Loiret             | 23-26  | Arvor 29 Pays de Brest |          |
| 30/1/2011 | Toulon Saint-Cyr Var Handball | 31-27  | Le Havre AC            |          |
| 28/1/2011 | Cercle Dijon Bourgogne        | 19-29  | Issy Paris Hand        |          |
| 29/1/2011 | Mios-Biganos                  | 28-25  | HBC Nîmes              |          |

| J        | Date                   | Équipe | Score                         | Équipe 2 |
| -------- | ---------------------- | ------ | ----------------------------- | -------- |
| 14e      |                        |        |                               |          |
| 5/2/2011 | Cergy-Pontoise HB      | 29-37  | Toulon Saint-Cyr Var Handball |          |
| 1/2/2011 | Le Havre AC            | 24-29  | CJF Fleury Loiret             |          |
| 2/2/2011 | Arvor 29 Pays de Brest | 24-22  | Metz Handball                 |          |
| 2/2/2011 | ES Besançon            | 25-31  | Mios-Biganos                  |          |
| 2/2/2011 | HBC Nîmes              | 24-19  | Issy Paris Hand               |          |

| J         | Date                          | Équipe | Score                  | Équipe 2 |
| --------- | ----------------------------- | ------ | ---------------------- | -------- |
| 15e       |                               |        |                        |          |
| 16/2/2011 | Metz Handball                 | 23-21  | Le Havre AC            |          |
| 11/2/2011 | CJF Fleury Loiret             | 38-26  | Cergy-Pontoise HB      |          |
| 16/2/2011 | Toulon Saint-Cyr Var Handball | 35-21  | Cercle Dijon Bourgogne |          |
| 16/2/2011 | HBC Nîmes                     | 29-27  | ES Besançon            |          |
| 16/2/2011 | Mios-Biganos                  | 24-28  | Arvor 29 Pays de Brest |          |

| J         | Date                   | Équipe | Score             | Équipe 2 |
| --------- | ---------------------- | ------ | ----------------- | -------- |
| 16e       |                        |        |                   |          |
| 19/2/2011 | Cergy-Pontoise HB      | 24-32  | Metz Handball     |          |
| 20/2/2011 | Le Havre AC            | 31-30  | Mios-Biganos      |          |
| 20/2/2011 | Arvor 29 Pays de Brest | 36-27  | HBC Nîmes         |          |
| 20/2/2011 | ES Besançon            | 25-21  | Issy Paris Hand   |          |
| 19/2/2011 | Cercle Dijon Bourgogne | 32-26  | CJF Fleury Loiret |          |

| J        | Date            | Équipe | Score                         | Équipe 2 |
| -------- | --------------- | ------ | ----------------------------- | -------- |
| 17e      |                 |        |                               |          |
| 6/3/2011 | Issy Paris Hand | 25-24  | Toulon Saint-Cyr Var Handball |          |
| 5/3/2011 | Metz Handball   | 28-20  | Cercle Dijon Bourgogne        |          |
| 5/3/2011 | ES Besançon     | 22-32  | Arvor 29 Pays de Brest        |          |
| 5/3/2011 | HBC Nîmes       | 26-24  | Le Havre AC                   |          |
| 5/3/2011 | Mios-Biganos    | 30-27  | Cergy-Pontoise HB             |          |

| J         | Date                          | Équipe | Score             | Équipe 2 |
| --------- | ----------------------------- | ------ | ----------------- | -------- |
| 18e       |                               |        |                   |          |
| 19/3/2011 | Cergy-Pontoise HB             | 29-30  | HBC Nîmes         |          |
| 20/3/2011 | Le Havre AC                   | 31-18  | ES Besançon       |          |
| 18/3/2011 | Arvor 29 Pays de Brest        | 33-27  | Issy Paris Hand   |          |
| 23/3/2011 | Toulon Saint-Cyr Var Handball | 26-20  | CJF Fleury Loiret |          |
| 23/3/2011 | Cercle Dijon Bourgogne        | 34-34  | Mios-Biganos      |          |

| J        | Date                   | Équipe | Score                         | Équipe 2 |
| -------- | ---------------------- | ------ | ----------------------------- | -------- |
| 19e      |                        |        |                               |          |
| 2/4/2011 | Issy Paris Hand        | 21-25  | CJF Fleury Loiret             |          |
| 3/4/2011 | Metz Handball          | 31-23  | Toulon Saint-Cyr Var Handball |          |
| 2/4/2011 | Arvor 29 Pays de Brest | 29-29  | Le Havre AC                   |          |
| 2/4/2011 | ES Besançon            | 24-25  | Cergy-Pontoise HB             |          |
| 2/4/2011 | HBC Nîmes              | 34-22  | Cercle Dijon Bourgogne        |          |

| J         | Date                          | Équipe | Score                  | Équipe 2 |
| --------- | ----------------------------- | ------ | ---------------------- | -------- |
| 20e       |                               |        |                        |          |
| 9/4/2011  | Cergy-Pontoise HB             | 33-42  | Arvor 29 Pays de Brest |          |
| 10/4/2011 | Le Havre AC                   | 27-29  | Issy Paris Hand        |          |
| 6/4/2011  | CJF Fleury Loiret             | 29-36  | Metz Handball          |          |
| 6/4/2011  | Toulon Saint-Cyr Var Handball | 41-36  | Mios-Biganos           |          |
| 10/4/2011 | Cercle Dijon Bourgogne        | 24-25  | ES Besançon            |          |

| J         | Date                   | Équipe | Score                         | Équipe 2 |
| --------- | ---------------------- | ------ | ----------------------------- | -------- |
| 21e       |                        |        |                               |          |
| 29/4/2011 | Issy Paris Hand        | 20-22  | Metz Handball                 |          |
| 30/4/2011 | Le Havre AC            | 34-29  | Cergy-Pontoise HB             |          |
| 30/4/2011 | Arvor 29 Pays de Brest | 33-24  | Cercle Dijon Bourgogne        |          |
| 30/4/2011 | HBC Nîmes              | 29-30  | Toulon Saint-Cyr Var Handball |          |
| 30/4/2011 | Mios-Biganos           | 35-33  | CJF Fleury Loiret             |          |

| J        | Date                          | Équipe | Score           | Équipe 2 |
| -------- | ----------------------------- | ------ | --------------- | -------- |
| 22e      |                               |        |                 |          |
| 7/5/2011 | Cergy-Pontoise HB             | 34-31  | Issy Paris Hand |          |
| 4/5/2011 | Metz Handball                 | 29-26  | Mios-Biganos    |          |
| 7/5/2011 | CJF Fleury Loiret             | 30-38  | HBC Nîmes       |          |
| 7/5/2011 | Toulon Saint-Cyr Var Handball | 33-24  | ES Besançon     |          |
| 7/5/2011 | Cercle Dijon Bourgogne        | 25-25  | Le Havre AC     |          |

### Résultats
| Résultats (dom.\ext.)                                      | ARV   | BES   | CER   | DIJ   | FLE   | ISS   | LEH   | MET   | MIO   | NÎM   | TSC   |
| Arvor                                                      |       | 26-22 | 37-24 | 33-24 | 36-32 | 33-27 | 29-29 | 24-22 | 29-24 | 36-27 | 25-25 |
| Besançon                                                   | 22-32 |       | 24-25 | 19-24 | 27-33 | 25-21 | 29-25 | 18-34 | 25-31 | 26-30 | 28-37 |
| Cergy-Pontoise                                             | 33-42 | 29-26 |       | 22-29 | 28-33 | 34-31 | 26-27 | 24-32 | 28-31 | 29-30 | 29-37 |
| Dijon                                                      | 23-25 | 24-25 | 25-24 |       | 32-26 | 19-29 | 25-25 | 23-28 | 34-34 | 25-30 | 20-28 |
| Fleury-Les-Aubrais                                         | 23-26 | 26-19 | 38-26 | 31-23 |       | 27-26 | 26-31 | 29-36 | 24-25 | 30-38 | 23-35 |
| Issy Paris Hand                                            | 24-32 | 29-23 | 30-23 | 21-21 | 21-25 |       | 23-26 | 20-22 | 24-34 | 25-28 | 25-24 |
| Le Havre                                                   | 23-23 | 31-18 | 34-29 | 30-26 | 24-29 | 27-29 |       | 30-27 | 31-30 | 29-31 | 21-23 |
| Metz                                                       | 36-29 | 35-25 | 29-18 | 28-20 | 24-22 | 34-24 | 23-21 |       | 29-26 | 23-21 | 31-23 |
| Mios-Biganos                                               | 24-28 | 27-29 | 30-27 | 38-28 | 35-33 | 27-31 | 26-26 | 31-31 |       | 28-25 | 38-37 |
| Nîmes                                                      | 36-27 | 29-27 | 38-30 | 34-22 | 33-28 | 24-19 | 26-24 | 23-26 | 30-26 |       | 29-30 |
| Toulon St-Cyr                                              | 26-36 | 33-24 | 32-23 | 35-21 | 26-20 | 34-34 | 31-27 | 25-26 | 41-36 | 33-21 |       |
| - Victoire à domicile - Match nul - Victoire à l'extérieur |       |       |       |       |       |       |       |       |       |       |       |

Source Les résultats de D1F 2010/2011

## Statistiques et récompenses

### Statistiques
| Rang | Joueuse             | Club                       | Buts | Champ | 7m | Matchs | Ratio |
| ---- | ------------------- | -------------------------- | ---- | ----- | -- | ------ | ----- |
| 1    | Lenka Kysučanová    | HBC Nîmes                  | 153  | 74    | 79 | 20     | 7,65  |
| 2    | Ines Khouildi       | Mios-Biganos               | 136  | 108   | 28 | 17     | 8,00  |
| 3    | Nabila Tizi         | ES Besançon                | 133  | 84    | 49 | 20     | 6,65  |
| 4    | Nely Carla Alberto  | Le Havre AC                | 130  | 94    | 36 | 19     | 6,84  |
| 5    | Christianne Mwasesa | Toulon Saint-Cyr VHB       | 120  | 120   | 0  | 20     | 6,00  |
| 6    | Alexandra Lacrabère | Arvor 29                   | 119  | 100   | 19 | 19     | 6,26  |
| 7    | Biljana Filipović   | Arvor 29                   | 114  | 99    | 15 | 19     | 6,00  |
| 8    | Aurèle Itoua-Atsono | Cergy-Pontoise Handball 95 | 112  | 75    | 37 | 20     | 5,60  |
| 9    | Rafika Marzouk      | CJF Fleury                 | 102  | 66    | 36 | 19     | 5,37  |
| 10   | Julija Nikolić      | Arvor 29                   | 100  | 62    | 38 | 18     | 5,56  |

| Rang | Joueuse               | Club                       | Arrêts | %      | 7m | Matchs | Ratio |
| ---- | --------------------- | -------------------------- | ------ | ------ | -- | ------ | ----- |
| 1    | Stella Joseph-Mathieu | Mios-Biganos               | 243    | 34,71% | 9  | 19     | 12,8  |
| 2    | Armelle Attingré      | Issy Paris Hand            | 218    | 36,52% | 16 | 20     | 10,9  |
| 3    | Marion Callavé        | ES Besançon                | 219    | 33,59% | 8  | 20     | 11,0  |
| 4    | Nicky Houba           | Arvor 29                   | 198    | 38,3%  | 9  | 20     | 9,9   |
| 5    | Pauline Jeoffroy      | CJF Fleury Loiret Handball | 188    | 37,3%  | 10 | 19     | 9,9   |
| 6    | Katarina Bralo        | HBC Nîmes                  | 175    | 40,79% | 8  | 20     | 8,8   |
| 7    | Amra Pandžič          | Cergy-Pontoise HB          | 173    | 32,04% | 8  | 19     | 9,1   |
| 8    | Alexandra Bettacchini | Toulon Saint-Cyr VHB       | 173    | 39,32% | 5  | 20     | 8,7   |
| 9    | Amandine Leynaud      | Metz Handball              | 165    | 45,08% | 9  | 20     | 8,3   |
| 10   | Cléopâtre Darleux     | Metz Handball              | 157    | 42,55% | 9  | 20     | 7,9   |

| Rang | Joueuse             | Club              | Passes | Matchs | Ratio |
| ---- | ------------------- | ----------------- | ------ | ------ | ----- |
| 1    | Aurèle Itoua-Atsono | Cergy-Pontoise HB | 33     | 14     | 2,36  |
| 2    | Alexandra Lacrabère | Arvor 29          | 28     | 13     | 2,15  |
| 3    | Vesna Horaček       | Cergy-Pontoise HB | 22     | 9      | 2,44  |
| 4    | Dragica Kresoja     | Le Havre AC       | 22     | 9      | 2,44  |
| 5    | Nabila Tizi         | ES Besançon       | 21     | 11     | 1,91  |
| 6    | Julija Portjanko    | Arvor 29          | 20     | 11     | 1,82  |
| 7    | Ivana Filipović     | ES Besançon       | 19     | 11     | 1,73  |
| 8    | Alice Lévêque       | ES Besançon       | 19     | 10     | 1,90  |
| 9    | Deonise Cavaleiro   | Le Havre AC       | 18     | 9      | 2,00  |
| 10   | Biljana Filipović   | Arvor 29          | 17     | 13     | 1,31  |

Ces classements officiels ne tiennent pas compte des matchs en coupe de la Ligue, ni en coupe de France

### Meilleures joueuses
À l'issue du championnat, les récompenses suivantes ont été décernées à la Nuit des Étoiles 2011, :
| Distinctions individuelles  |                                                  |                             |                                                |
| Meilleure joueuse française | Siraba Dembélé (Toulon St-Cyr, 53,83 %)          | Meilleure joueuse étrangère | Julija Portjanko (Arvor 29, 47,02 %)           |
| Meilleure joueuse française | Amandine Leynaud (Metz Handball, 29,11 %)        | Meilleure joueuse étrangère | Christianne Mwasesa (Toulon St-Cyr, 28,09 %)   |
| Meilleure joueuse française | Alexandra Lacrabère (Arvor 29, 17,06 %)          | Meilleure joueuse étrangère | Kristina Franić (Metz Handball, 24,89 %)       |
| Révélation de l'année       | Marie-Paule Gnabouyou (Toulon St-Cyr, 44,11 %)   | Gardienne de but            | Amandine Leynaud (Metz Handball, 57,51 %)      |
| Révélation de l'année       | Estelle Nze Minko (Mios-Biganos, 42,47 %)        | Gardienne de but            | Nicky Houba (HBC Nîmes, 28,16 %)               |
| Révélation de l'année       | Sabrina Abdellahi (Metz Handball, 13,42 %)       | Gardienne de but            | Cléopâtre Darleux (Metz Handball, 14,33 %)     |
| Ailière gauche              | Siraba Dembélé (Toulon St-Cyr, 48,95 %)          | Ailière droite              | Katty Piejos (Metz Handball, 60,15 %)          |
| Ailière gauche              | Svetlana Ognjenović (Metz Handball, 34,37 %)     | Ailière droite              | Jocelyne Mavoungou (Cercle Dijon B., 20,27 %)  |
| Ailière gauche              | Paule Baudouin (Mios-Biganos, 16,68 %)           | Ailière droite              | Blandine Dancette (HBC Nîmes, 19,58 %)         |
| Arrière gauche              | Christianne Mwasesa (Toulon St-Cyr, 50,03 %)     | Arrière droite              | Camille Ayglon (HBC Nîmes, 40,06 %)            |
| Arrière gauche              | Ines Khouildi (Mios-Biganos, 25,86 %)            | Arrière droite              | Marie-Paule Gnabouyou (Toulon St-Cyr, 32,85 %) |
| Arrière gauche              | Lenka Kysučanová (HBC Nîmes, 24,11 %)            | Arrière droite              | Alexandra Lacrabère (Arvor 29, 27,09 %)        |
| Demi-centre                 | Julija Portjanko (Arvor 29, 54,97 %)             | Pivot                       | Gladys Boudan (Arvor 29, 48,67 %)              |
| Demi-centre                 | Allison Pineau (Metz Handball, 34,82 %)          | Pivot                       | Nina Kanto (Metz Handball, 32,24 %)            |
| Demi-centre                 | Therese Islas Helgesson (Toulon St-Cyr, 10,21 %) | Pivot                       | Amélie Goudjo (Issy Paris Hand, 19,09 %)       |
| Entraîneur                  | Laurent Bezeau (Arvor 29, 47,95 %)               | -                           | -                                              |
| Entraîneur                  | Emmanuel Mayonnade (Mios-Biganos, 34,53 %)       | -                           | -                                              |
| Entraîneur                  | Sébastien Gardillou (Metz Handball, 17,52 %)     | -                           | -                                              |

Modalités : Les résultats sont exprimés en pourcentage des votes récoltés, à partir d’une liste préalable de trois joueuses (ou entraîneurs) nommées par catégorie, issue de la consultation d’un jury d’experts désignés par le Comité de Direction de la LFH. Cette présélection a ensuite été soumise aux votes des joueuses et des entraîneurs de D1F, ainsi que du grand public via un site Internet spécialement conçu pour l’élection des Étoiles du Hand (www.etoilesduhand.com).

## Effectif du champion
L'effectif du Metz Handball pour le championnat était composé de :
Gardiennes
- Cléopâtre Darleux
- Amandine Leynaud

Joueuses de champ
- Sabrina Abdellahi
- Koumba Cissé
- Kristina Franić
- Lidija Horvat
- Nina Kanto
- Claudine Mendy
- Svetlana Ognjenović
- Katty Piejos
- Allison Pineau
- Martine Ringayen
- Carolin Schmele

Entraineur
- Sébastien Gardillou